# Isembard de Borgonya
Isembard de Borgonya (francès: Isembart)  (Borgonya, 820 (Gregorià) - d. 852 (Gregorià)) fou comte d'Autun, de Chalon sur Saône, de Mâcon i de Dijon (853-858); així mateix fou nomenat marquès de Gòtia (849 o 850-852) comte de Barcelona, Empúries i Rosselló.

## Biografia
Era fill del marquès Garí de Borgonya, comte d'Autun, qui precisament havia recollit la successió al comtat d'Autun que demanava Guillem.
Adjunt del comte Aleran. Es creu que va ser nomenat a l'assemblea de Narbona del 849 i era adjunt perquè Aleran estava destinat a combatre sobre el terreny al rebel Guillem, fill de Bernat de Septimània.
L'any 850, Isembard i el comte Aledramn de Barcelona van ser enviats pel rei Carles el Calb per sotmetre el rebel margravi Guillem de Septimània. Tots dos van ser capturats. a través d'un enginy. El 21 de març de 858, al sínode de Quierzy, Isembard va ser un dels magnats laics que van jurar fidelitat al rei Carles. Per tant, probablement va ser un dels "homes principals de Borgonya" que les Annales Bertiniani registra com es va unir a Charles a Brienne i Chalon aquell novembre, quan ell i Louis l'alemany gairebé van arribar a la batalla.
El 20 de juny de 859, Isembard (o possiblement el seu fill), descrit com a fidelis (seguidor lleial) a la carta, va rebre una villa al Narbonnais del rei. , que es mantindrà a perpetuïtat (in proprium aeternaliter) com un Alou. En 864, Isembard (o possiblement el seu fill de nou) era una missus reial i el vescomte de Narbona. El nomenament d'un fidelis reial al càrrec de vescomte demostra que en aquesta etapa del regnat de Carles, el rei encara cobejava la influència a nivell local fins i tot a l'extrem sud del seu regne.
El 851 o 852, quan va morir Aleran, devia governar un temps sol fins al nomenament d'Odalric.